# فولفغانغ بورشه
فولفغانغ بورشه (بالألمانية: Wolfgang Porsche)‏ هو مسير أعمال وشخصية أعمال نمساوي، ولد في 10 مايو 1943 في شتوتغارت في ألمانيا.

## وصلات خارجية
- فولفغانغ بورشه على موقع مونزينجر (الألمانية)